# Hebenstretia angolensis
Hebenstretia angolensis är en flenörtsväxtart som beskrevs av Robert Allen Rolfe. Hebenstretia angolensis ingår i släktet gatörter, och familjen flenörtsväxter. Inga underarter finns listade i Catalogue of Life.